# Tomographie optique diffuse

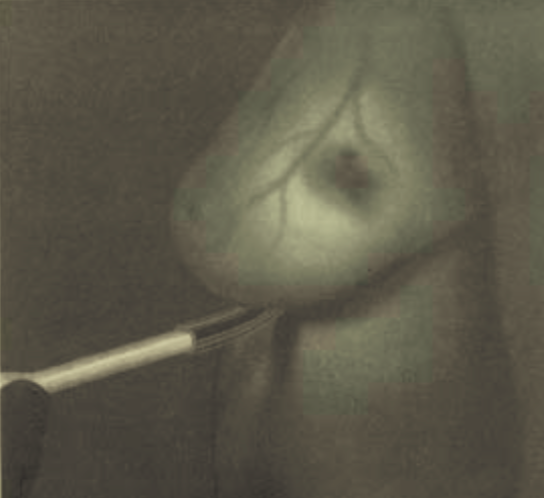
Expérience de Cutler (1931), observation d'un sein par transillumination

La tomographie optique diffuse est une technique d'imagerie tomographique basée sur la diffusion de la lumière dans un corps. Il en existe deux modalités : la première consiste en l'observation directe des rayons lumineux traversant un corps. La deuxième utilise des agents de contraste fluorescents. Cette technique présente plusieurs avantages. Elle est non ionisante, donc sans risque pour le patient et le manipulateur, et peu chère. De plus, elle permet d'obtenir un contraste morphologique et fonctionnel. En effet, l'hémoglobine et la cytochrome ont une absorption qui dépend fortement de leur oxygénation : il est ainsi possible de détecter les flux sanguins.

## Historique
Les premières utilisations de l'imagerie optique diffuse remontent à 1831, où Richard_Bright illumine à l'aide d'une bougie le crâne d'un patient atteint d'hydrocéphalie. Thomas Blizard Curling réalise l'examen visuel de tumeur des testicules, toujours à la lueur d'une bougie. En 1929, Max Cutler utilise une source lumineuse de forte puissance afin d'observer le sein d'une patiente. Il positionne la source d'un côté, puis observe de l'autre. Il baptise cette technique la transillumination.
Cette technique sera finalement délaissée jusqu'à la fin des années 1980. La tomographie optique diffuse présente en effet de nombreuses contraintes, qui ont retardé l'émergence de cette technique d'exploration. Tout d'abord, l'imagerie optique diffuse a souffert de l'implantation majoritaire des autres appareils d'imagerie : scanner, imagerie à résonance magnétique, médecine nucléaire. Enfin, la réponse physique des tissus biologiques est différente en termes d'absorption et de diffusion. Mais le corps humain est peu absorbant dans les longueurs d'onde proches de l'infrarouge (entre 600 et 1000 nm, c'est la fenêtre thérapeutique). En revanche, le caractère diffusant des tissus est plus problématique. En moyenne un photon aura une trajectoire déviée après 100 µm dans un tissu biologique.

## Technique

### Absorption / diffusion (contraste intrinsèque)
Comme expliqué dans l'historique, la tomographie optique diffuse est l'observation, en trois dimensions, du corps humain à l'aide de la lumière visible. Cependant, contrairement aux images par rayons-X qui donnent des résultats très nettes et facilement exploitables, l'observation d'un corps par simple transparence à la lumière visible parait ardue, voire impossible.
Lorsque, enfants, nous jouions à éclairer notre pouce par transparence avec notre lampe de chevet, nous mettions en évidence, sans le savoir, les propriétés physiques des tissus nous constituant. Le halo rouge que nous voyions témoigne en effet des caractères majoritairement diffusifs et absorbant de nos tissus (si ce n’était pas le cas nous verrions parfaitement en transparence à travers nos membres, comme à travers un verre en cristal par exemple). Ce sont ces propriétés que nous allons développer dans les paragraphes qui suivent, tentant de comprendre comment la tomographie optique diffuse s’en accommode.

#### Absorption
Le phénomène d’absorption trouve son explication dans la physique quantique. En effet, c’est par absorption de l’énergie d’un photon, qu’un atome peut changer d’état, d’un état fondamental vers un état excité. Si on considérait une particule élémentaire isolée, son absorption serait caractérisée par ce qu’on appelle la section efficace d’absorption, grandeur représentant le rapport entre puissance absorbée et intensité surfacique de l’onde incidente. Cependant, dès lors que l’on s’intéresse à plusieurs particules constitutives d’un milieu, il faut prendre en compte d’autres paramètres. Par exemple, si le milieu peut être considéré comme homogène, de son éclairage par une source incidente d’intensité I0 résulte un faisceau I d’intensité inférieure à I0. La relation entre ces deux intensités est régie par la loi de Beer-Lambert :
{\displaystyle I=I_{0}*exp(-\mu _{a}*x)}
où μa est le coefficient d’absorption du milieu et x l’épaisseur du milieu traversé.

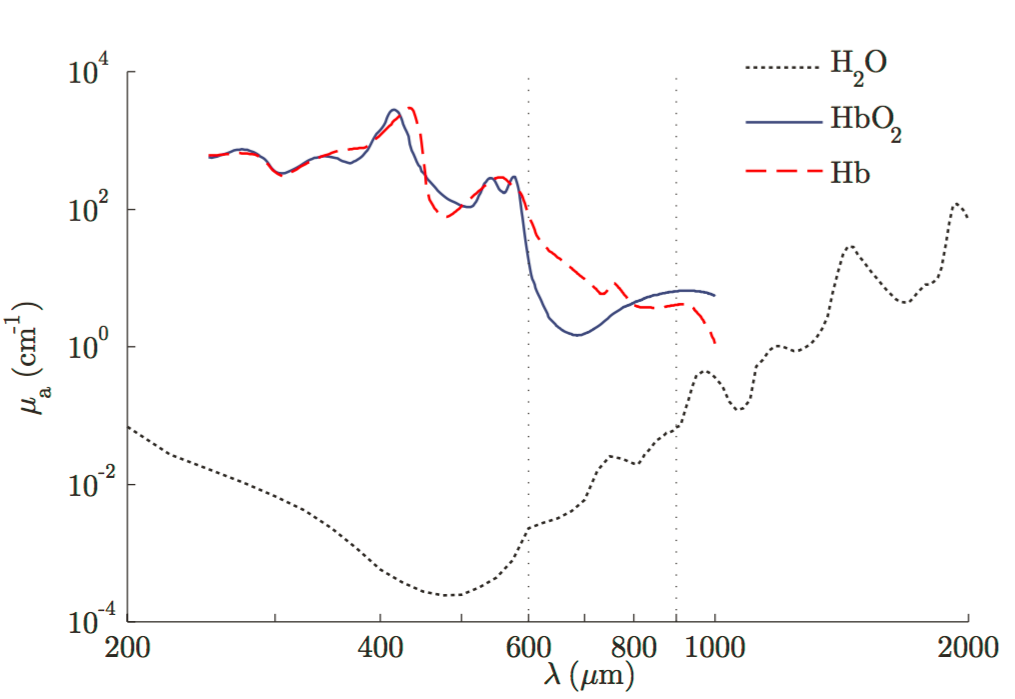
Analyse spectrale de la diffusion des principaux constituants des tissus biologiques.

Les tissus biologiques sont composés de plusieurs absorbeurs parmi lesquels on dénombre notamment :
- L’hémoglobine, présente dans les globules rouges et destinée à transporter l’oxygène. L’hémoglobine est présente dans le sang sous deux formes, la forme oxygénée HbO2 (oxyhémoglobine) et la forme désoxygénée Hb (désoxyhémoglobine) ;
- L’eau, constituant majeur des tissus ;
- Les protéines ;
- La mélanine, responsable notamment de la pigmentation de la peau.

L’étude des spectres d’absorption des tissus permet de délimiter une bande spectrale (600nm-900nm) dans laquelle les principaux constituants des tissus sont moins absorbants. Dans cette bande de longueurs d’onde, la lumière pénètre donc plus profondément les tissus biologiques et permet ainsi une étude plus approfondie. Cette fenêtre est donc appelée fenêtre thérapeutique, c’est elle qui est utilisée dans l’imagerie par optique diffuse.

#### Diffusion

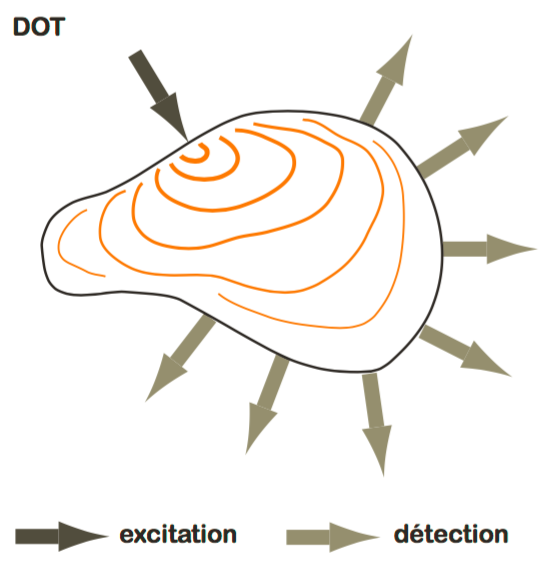
Diffusion naturelle des tissus

Deuxième caractéristique importante des tissus constitutifs du corps humain, la diffusion. Physiquement, la diffusion se manifeste par le changement de direction de l'onde lumineuse incidente lorsqu'elle rencontre, dans un milieu, un élément dont les propriétés diffèrent de celles du milieu d'accueil. À l'image de ce que l'on a défini précédemment pour l'absorption, la diffusion d'un particule élémentaire isolée est définie par le rapport entre l'intensité de l'onde incidente et la puissance diffusée hors du plan d'incidence. Lorsque le milieu est homogène, c'est le coefficient de diffusion du milieu qui le caractérise.
On caractérise régulièrement un milieu par son coefficient de diffusion réduit μ'. Cette grandeur caractérise le coefficient de diffusion ramené à un milieu parfaitement isotrope.
Les tissus biologiques sont constitués de cellules elles-mêmes constituées de nombreux éléments (nucléole, ribosome, vésicule, réticulums, appareil de Golgi, cytoplasme, centriole etc.) C'est l'empilement de ces couches successives qui explique le caractère diffusif des tissus. Le coefficient de diffusion varie selon le tissu considéré, et, à excitation égale, l'observation en sortie est fonction du tissu traversé.
Le tableau suivant présente quelques coefficients de diffusion réduits de tissus constitutifs du corps humain.
| Tissu   | λ (nm) | μ' (cm-1) | Remarques              |
| ------- | ------ | --------- | ---------------------- |
| Peau    | 700    | 28,7      |                        |
| Sein    | 753    | 8,9       |                        |
| Cerveau | 674    | 8,5       |                        |
| Sang    | 665    | 6,11      | Forme oxygénée (HbO2)  |
| Sang    | 665    | 2,49      | Forme désoxygénée (Hb) |

### Fluorescence (contraste extrinsèque)

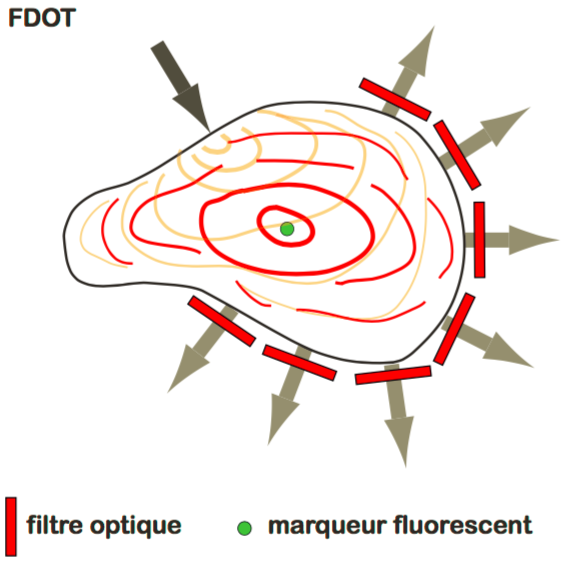
Schéma explicatif de l'apport de la fluorescence dans la technologie de tomographie par optique diffuse.

La tomographie optique diffuse de fluorescence permet de reconstruire en trois dimensions les fluorophores présents dans un tissu biologique. La détection demeure semblable à la première méthode, avec cette fois-ci l'ajout de filtre optique permettant de récupérer uniquement les longueurs d'onde correspondant au signal de fluorescence.
La Fluorescence est un phénomène par lequel une molécule est élevée à un état excité grâce à l'absorption de lumière puis retourne à son état initial en restituant une partie de l'énergie reçue sous forme lumineuse à une longueur d'onde plus faible. En effet, on a une perte d'énergie due à la diffusion de la lumière dans le milieu. Comme l'énergie est plus faible alors la longueur d'onde d'émission est plus élevée comme on peut le voir avec la relation E=h.ν.
Pour chacun des points d'excitation, la lumière de fluorescence sortant du milieu est détectée par une caméra. Le but est de reconstruire une carte de concentration en fluorophores dans le milieu à partir d'une série de mesures. Il existe différentes modalités d'excitation lumineuse :
- la modalité continue: Lumière d’excitation a une amplitude constante et seule l’atténuation du faisceau lumineux compte (souvent avec des diodes lasers comme source de lumière)
- la modalité temporelle : Pulses de lumière de largeur temporelle très faible, de l'ordre de quelques femtosecondes à quelques picosecondes. Lors de la propagation dans le milieu ces pulses vont s’élargir ce qui permet de mesurer la réponse temporelle du milieu.
- la modalité fréquentielle : lumière d’excitation modulée en amplitude, à une fréquence de l’ordre de quelques kHz à MHz. On réalise les acquisitions pour quelques fréquences de modulation. Les mesures sont caractérisées par le déphasage et la démodulation des signaux de sortie.

#### Agents de contraste

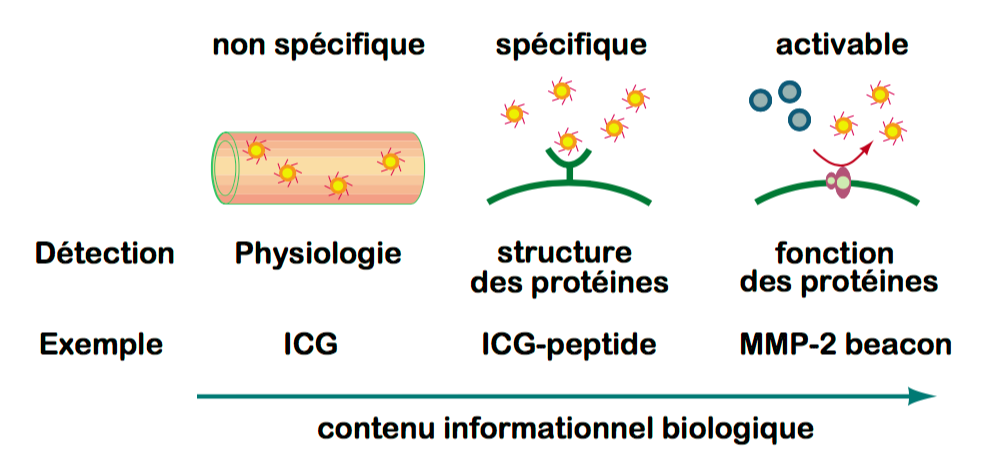
Types d'agents fluorescents

Les agents de contraste peuvent être soit présents dans le milieu (endogènes), soit ajoutés artificiellement (exogènes). Ces agents de contrastes peuvent être non spécifiques, il s'agit alors de simples fluorures injectés dans l'organisme et se concentrant dans les zones de forte vascularisation ce qui en fait des indicateurs du volume sanguin. Comme les tumeurs sont plus oxygénées et plus vascularisées que les tissus sains, les agents de contraste servent à détecter ces zones.
Les agents de contraste spécifiques sont des fluorures qui ont été fonctionnalisés, c'est-à-dire qu'un ligand leur a été fixé. Ce ligand, qui peut être une protéine ou un anticorps par exemple, possède la particularité de pouvoir se fixer sur un type de structure particulier dans l'organisme. Ceux qui sont non fixés sont naturellement éliminés par l'organisme. La spécificité d'un marqueur est alors le rapport entre le nombre de marqueurs détectant la cible et le nombre de marqueurs demeurant dans le milieu ambiant. On choisit donc le ligand en fonction de l'organe que l'on veut observer. On parle en général de marqueurs ou de sonde optique pour ce type d'agent.
Les agents activables sont des marqueurs plus récents. Ce sont des marqueurs qui sont sensibles à la présence d'enzymes qui ont un taux de concentration élevée dans les tumeurs. Ils sont composés d'agents fluorescents inhibés, c'est-à-dire qu'ils ne peuvent pas émettre de la fluorescence sauf s'il y a une activation enzymatique. Avec cette approche la spécificité est donc maximale car les marqueurs qui ne sont pas fixés n'émettent pas de fluorescence car ils n'ont pas été activés par les enzymes.

### Reconstruction
Avant de pouvoir procéder à la reconstruction, il faut tout d'abord mesurer les grandeurs photométriques collectées en entrée du dispositif de mesure, c'est la quantité mesurée. Ce dispositif est caractérisé par son aire de détection et son angle solide de détection.
Il existe ensuite plusieurs modèles de détection permettant de quantifier la quantité mesurée, certains étant plus ou moins précis. Le modèle de détection permet de décrire la part de la lumière émergeant du milieu.

#### Le modèle de détection "vrai"
Il s'agit d'intégrer la luminance transmise sur la surface de détection dans la limite des angles acceptés par les dispositifs de mesure. Le signal mesuré par le dispositif est alors proportionnel à une quantité qui est fonction de la densité de photons au niveau de l'interface mais aussi à la dérivée de cette densité.

#### Le modèle de densité
La quantité mesurée est proportionnelle à la densité de photon au point où l'on fait la détection. Le flux de photons peut alors s'exprimer en fonction de la densité de photons en tout point de l'interface.

#### Le modèle de flux
La quantité mesurée est proportionnelle au flux dans la direction normale à l'interface.

#### Le modèle hybride
La quantité mesurée est proportionnelle à une expression faisant intervenir à la fois la densité et le flux de photons.
On souhaite caractériser en volume un objet. La variable x décrivant la caractéristique du milieu que l'on cherche à déterminer. Comme cette variable x n'est pas observable directement. On effectue alors des mesures y au niveau de la surface de l'objet à partir desquelles on peut remonter à la variable qui nous intéresse.
On distingue généralement le problème direct et le problème inverse.
Le problème direct consiste à prévoir les mesures y pour n'importe quelles caractéristiques x de l'objet tandis que le problème inverse consiste à reconstruire les caractéristiques x de l'objet à partir des mesures y et du modèle fourni par l'opérateur.
Pour pouvoir exploiter les mesures que l'on obtient, il est nécessaire de résoudre un problème inverse.

#### Problèmes bien et mal posés
Les problèmes directs sont en général des problèmes bien posés tandis que les problèmes inverses sont en général des problèmes mal posés, c'est-à-dire que l'une des conditions des problèmes bien posés n'est pas respectée.
La solution générale de ce type de problème est {\displaystyle y=Wx} où W est continu et unique.
On cherche à minimiser la fonction de coût {\displaystyle ||y-Wx||^{2}}
La solution x est toujours unique. Seulement il faut faire attention que la solution soit bien celle que l'on voulait et non pas juste une valeur qui soit solution de l'équation à cause de problème de bruit.
Problèmes bien et mal conditionnés
Permet de rendre compte de la propagation des perturbations. Une perturbation sur x va se propager linéairement sur y à travers l'opérateur W. On a la relation :
{\displaystyle ||y||\leq ||W||||x^{t}||}
En utilisant la même relation avec les perturbations on obtient :{\displaystyle ||\delta x^{t}||\leq ||W^{t}||||y^{t}||}
et en combinant ces deux relations on obtient {\displaystyle {\frac {||\delta x^{t}||}{||x^{t}||}}\leq \kappa (W){\frac {||\delta y||}{||y||}}}ou {\displaystyle \kappa (W)} est appelé conditionnement de la matrice.
Si {\displaystyle \kappa (W)} est proche de 1 alors une erreur relative sur y sera d'amplitude semblable sur {\displaystyle x^{t}} et le problème est alors bien conditionné. En revanche si le problème est mal conditionné, c'est-à-dire si {\displaystyle \kappa (W)} est grand devant 1 alors une faible erreur relative peut conduire à une erreur importante sur x.
On va donc introduire un coefficient de régularisation afin de s'assurer que la solution que l'on va obtenir soit bien celle qui représente le modèle étudié. Pour cela on ajoute à la fonction de coût quadratique un terme de régularisation {\displaystyle ||y-Wx||^{2}+\alpha ||x||^{2}}ou {\displaystyle \alpha } est le paramètre de régularisation.

## Application
- Imagerie du vivant sur petit animal
- Observation non destructive des couches périphériques du cerveau humain
- Dépistage du cancer dans certains cas

## Sources
1. Thèse de N. Ducros : https://tel.archives-ouvertes.fr/tel-00473766v2/document
2. Thèse de M. Boffety : https://www.institut-langevin.espci.fr/IMG/pdf/these_boffety.pdf
3. https://zenodo.org/record/14061/files/modcal4_GDOLLE_tomography.pdf
4. http://paristech.institutoptique.fr/site.php?id=209&fileid=486
5. http://lsiit-miv.u-strasbg.fr/contenu/fichiers_page/exposeTomoOptique.pdf
6. https://www.urmc.rochester.edu/labs/Choe-Lab/